# Deems Taylor

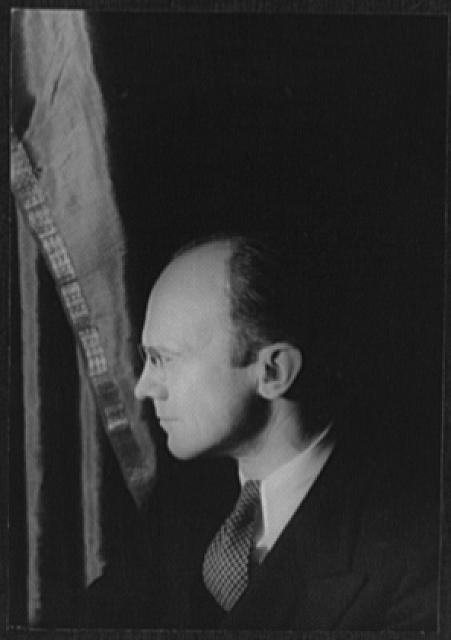
Deems Taylor 1932 (Porträt von Carl Van Vechten)

Deems Taylor (eigentlich: Joseph Deems Taylor; * 22. Dezember 1885 in New York; † 3. Juli 1966 ebenda) war ein US-amerikanischer Komponist, Kritiker und Rundfunkmoderator.

## Biographie
Deems Taylor studierte Architektur an der New York University (NYU). Um sein Studium mit zu finanzieren, verkaufte er, trotz einer geringen musikalischen Ausbildung, einige Kompositionen. Das Ergebnis war eine Reihe von Werken für Orchester und einzelne Gesangsstücke. Sein 1912 veröffentlichter Siren Song wurde von der National Federation of Music Clubs mit einem Preis ausgezeichnet. 1916 schrieb er die Kantate The Chambered Nautilus, gefolgt von Through the Looking-Glass (1918), was ihm Lob und Anerkennung einbrachte.
1916 wurde er Redaktionsmitglied der New York Tribune und ging für diese Zeitung als Korrespondent nach Frankreich. Taylor gehörte der Algonquin Round Table an, einer Gruppe von Schriftstellern, Kritikern und Schauspielern, die sich zehn Jahre (1919 bis 1929) lang täglich im Manhattans Algonquin Hotel trafen. Mit Dorothy Parker stand er im regen Briefkontakt. Zwischen 1921 und 1925 war Taylor Musikkritiker für die Zeitschrift New York World  tätig, und von 1931 bis 1932 war er der Musikkritiker des New York American.
Deems Taylor war ein Förderer der klassischen Musik im Rundfunk und kommentierte in den Pausen der New Yorker Philharmoniker. Im Walt Disneys Film Fantasia aus dem Jahre 1940 war er als Zeremonienmeister zu sehen. Seit 1924 war er gewähltes Mitglied der American Academy of Arts and Letters und seit 1934 der American Philosophical Society.
Im Jahre 1910 heiratete Deems Taylor die Journalistin Jane Anderson (1888–1945), die Ehe scheiterte kurz darauf. Aus einer späteren Beziehung ging die Tochter, Joan (* 1926), hervor.

## Postume Wirkung
Die Geschichte des Algonquin Round Tables verfilmte 1994 der Regisseur Alan Rudolph unter dem Titel Mrs. Parker und ihr lasterhafter Kreis. Deems Taylor wurde dabei von James LeGros verkörpert.
Die ASCAP vergibt seit 1968 jährlich einen nach Taylor benannten Award für den Musikjournalismus.

## Werke (Auswahl)
Bücher
- Moments mausicals („Moments mousicals“). Noack-Hübner, München 1981, ISBN 3-88453-016-X.
- Music lover's encyclopedia. Music Times Comp., Chicago, Ill. 1939.
- Of men and music. 1937.
- Jascha Heifetz. Biographical notes. United Artists Corporation, New York [1939].
- A pictorial history of the movies. Simon & Schuster, New York 1949.
- Some enchanted evenings. The story of Rodgers und Hammerstein. Greenwood Press, Westport, Conn. 1976, ISBN 0-8371-5414-6 (Nachdruck der Ausgabe New York 1953).
- Der wohltemperierte Zuhörer. Nützliche und ergötzliche Hinweise, insbesondere für Hörer von Orchesterwerken, auch am Radio („The welltempered listener“). Heimeran, München 1948.

Opern
- The echo. Opera. 1910.
- The king's henchman. Opera. (Libretto von Edna St. Vincent Millay)
- Peter Ibbetson. Opera.
- Ramuntcho. Opera. 1940 (frei nach Pierre Lotis Roman).

Filmmusik
- 1924: Das Heldenmädchen von Trenton (Janice Meredith)